# ملیسا ونفلیت

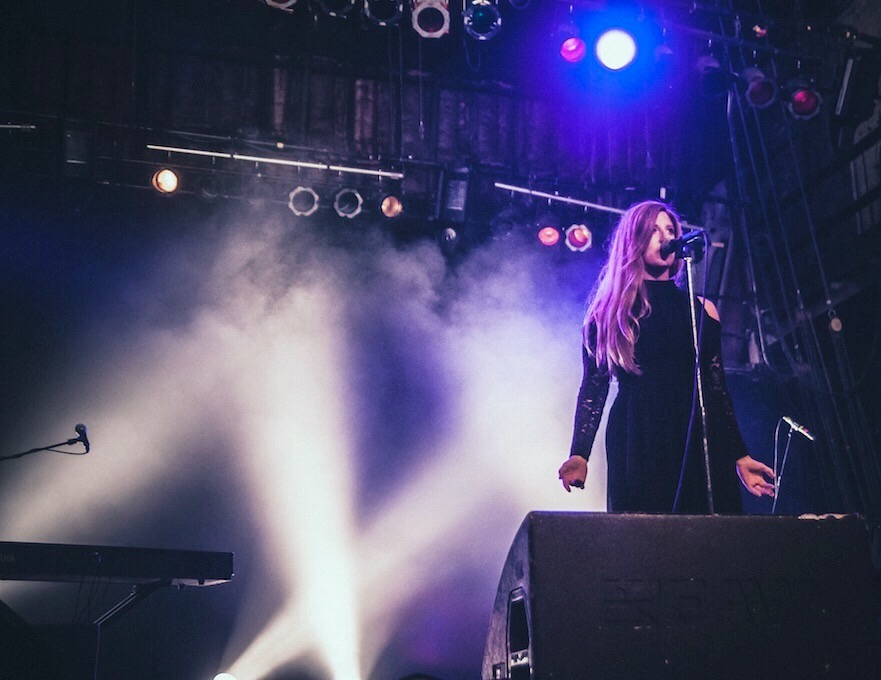
ملیسا آن ونفلیتمتولد 1986خواننده، ترانه‌سرا و موسیقیدان

ملیسا آن ونفلیت (متولد 1986) خواننده، ترانه‌سرا و موسیقیدان آمریکایی اهل بیت لحم، پنسیلوانیا است. در سال 2012، کاور پیانوی او از تصنیف گروه هوی متال آمریکایی وسپ توجه جامعه موسیقی هوی متال را به خود جلب کرد. از آن زمان، ونفلیت با نوازندگان مختلفی از جمله داگ بلر از وسپ همکاری کرده است.

## اوایل زندگی
ملیسا ونفلیت در بیت لحم، پنسیلوانیا به دنیا آمد.  در کودکی، او سرود ملی را در استادیوم‌های محلی اجرا می‌کرد.   اولین دمو خود را در سن 12 سالگی تکمیل کرد. او همچنین شعر و اشعار را به عنوان نوعی درمان برای کمک به مقابله با عوارض ناشی از داشتن والدین مبتلا به بیماری مزمن نوشت.  ونفلیت پس از کشف گیتارهای آکوستیک و الکتریک و کتاب‌های آکورد پدرش، نواختن گیتار را به صورت خودآموز آموخت. 
ونفلیت یک رقاص آموزش دیده است.  او گفته است که بالرین بودن به او قدردانی از موسیقی کلاسیک را القا کرده و از "موسیقی کلاسیک تیره‌تر"، به ویژه دریاچه قو پیوتر ایلیچ چایکوفسکی به عنوان تأثیر عمده یاد می‌کند.  